# Revue Internationale des Droits de l’Antiquité
Die Revue Internationale des Droits de l'Antiquité (kurz: RIDA) ist eine belgische Fachzeitschrift und zählt neben der entsprechenden Abteilung der Zeitschrift der Savigny-Stiftung für Rechtsgeschichte zu den renommiertesten internationalen Fachzeitschriften auf dem Gebiet der antiken Rechtsgeschichte.
Sie erscheint, 1948 von Fernand De Visscher begründet, jährlich überwiegend in französischer Sprache. Ab 1954 ging in ihr die schon seit 1937 von Jacques Pirenne herausgegebene Fachzeitschrift Archives d'histoire du droit oriental unter gemeinsamer Herausgeberschaft mit Fernand De Visscher auf; 1953 erschienen beide Zeitschriften in einer gemeinsamen Ausgabe unter dem Titel Archives d'histoire du droit oriental et Revue Internationale des Droits de l'Antiquité. Seitdem behandelt die Revue Internationale des Droits de l'Antiquité schwerpunktmäßig Themen aus den vier Bereichen Römisches Recht, Antikes Griechisches Recht, Hellenistisches Recht und Altorientalisches Recht. Daneben erscheinen jedoch auch Aufsätze etwa zum Altägyptisches Recht sowie zur juristischen Papyrologie, zum Byzantinischen oder auch zum alten Chinesischen Recht.